# Centrale Manic-5
Pour les articles homonymes, voir Daniel Johnson.
La centrale Manic-5, la centrale Manic-5-PA et le barrage Daniel-Johnson constituent un aménagement hydroélectrique d'Hydro-Québec situé sur la Côte-Nord du Québec, sur la rivière Manicouagan, à 214 km au nord de la ville de Baie-Comeau.
Haut de 214 m, d'une longueur en crête de 1 314 m, doté de 13 voûtes et de 14 contreforts, le barrage est le plus long barrage à voûtes multiples et à contreforts du monde. Inauguré en 1968 et mis en service en 1970 dans le cadre du projet Manic-Outardes, il a une hauteur de chute de 150 m et la puissance totale installée des deux centrales est de 2 660 MW.
La centrale Manic-5-PA fut construite par Hydro-Québec dans les années 1980 sur l'autre rive de la rivière Manicouagan. Elle ajoute une puissance de 1 064 MW aux 1 596 MW de la centrale originale. Les quatre turbines ont été mises en service en 1989.

## Nom de l'ouvrage
Le complexe devait être inauguré le 26 septembre 1968 par le premier ministre du Québec Daniel Johnson, en compagnie d'autres dignitaires. Le barrage devait initialement s'appeler barrage Duplessis en l'honneur de l'ancien premier ministre du Québec Maurice Duplessis. Après une réception, où il paraît d'excellente humeur dans une photo célèbre qui le montre serrant la main de l'ancien premier ministre Jean Lesage et le futur premier ministre René Lévesque, Johnson va se coucher. Il meurt d'une crise cardiaque pendant son sommeil. La mort du premier ministre sème la consternation au Québec et la cérémonie d'inauguration est annulée.
Elle est reprise par son successeur Jean-Jacques Bertrand, le 26 septembre 1969 qui inaugure le barrage, rebaptisé barrage Daniel-Johnson.
La documentation de la société publique Hydro-Québec, propriétaire de l'ouvrage, désigne l'aménagement électrique sous le nom de Manic-5, les centrales productrices d'électricité sous les vocables Manic-5 et Manic-5 PA et le barrage sous le nom de barrage Daniel-Johnson. Cependant, le ministère des Transports du Québec utilise la désignation Manic-cinq sur les panneaux routiers de la route 389, le seul chemin d'accès au complexe. Ce qui est normal, puisqu'à la base, le barrage servait à la route elle-même. L'attraction est essentiellement la structure elle-même plutôt que la centrale qui n'est pas accessible sans autorisation ou guide animateur.

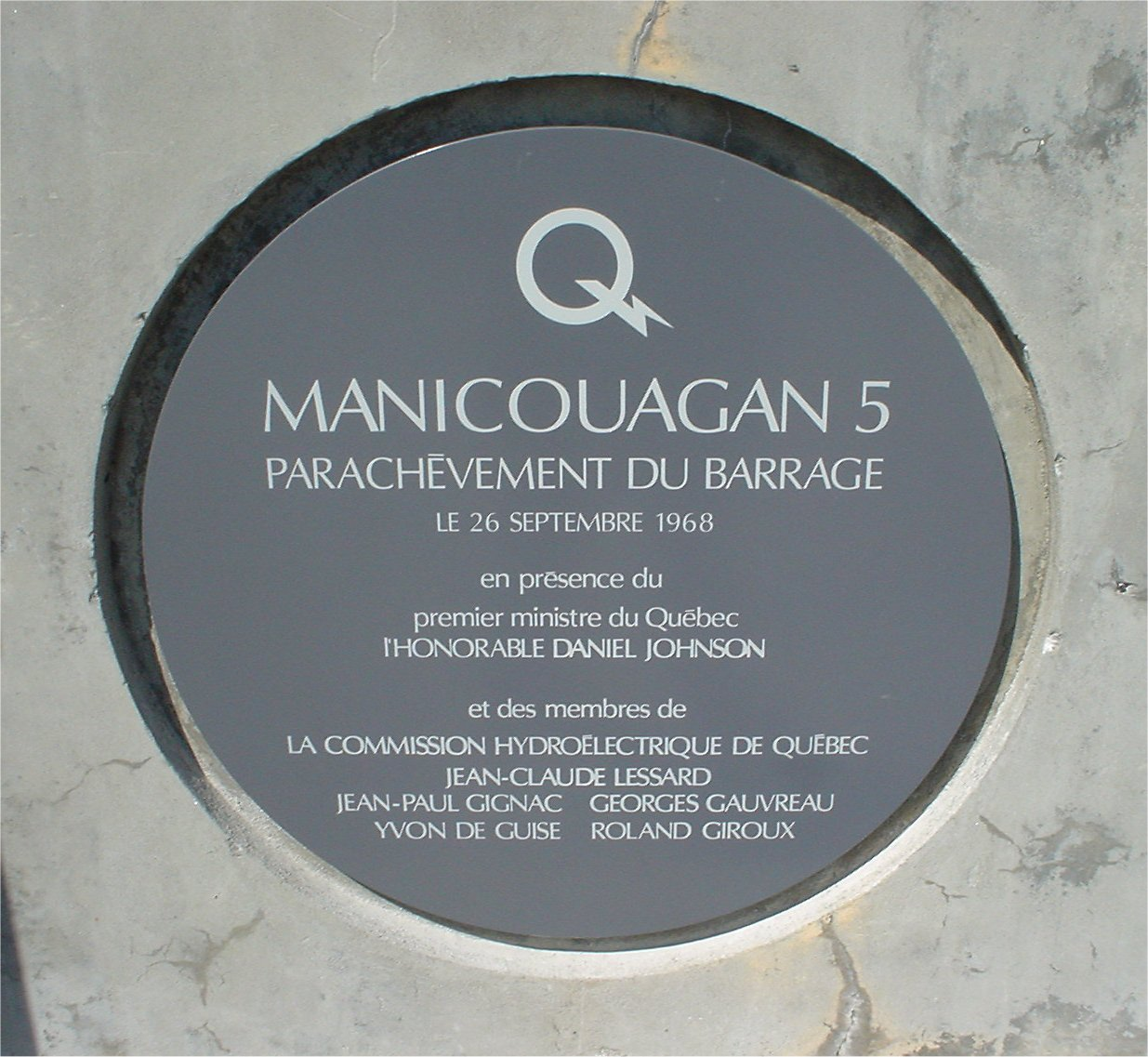
Plaque 1 — Barrage Manicouagan 5, 1968.
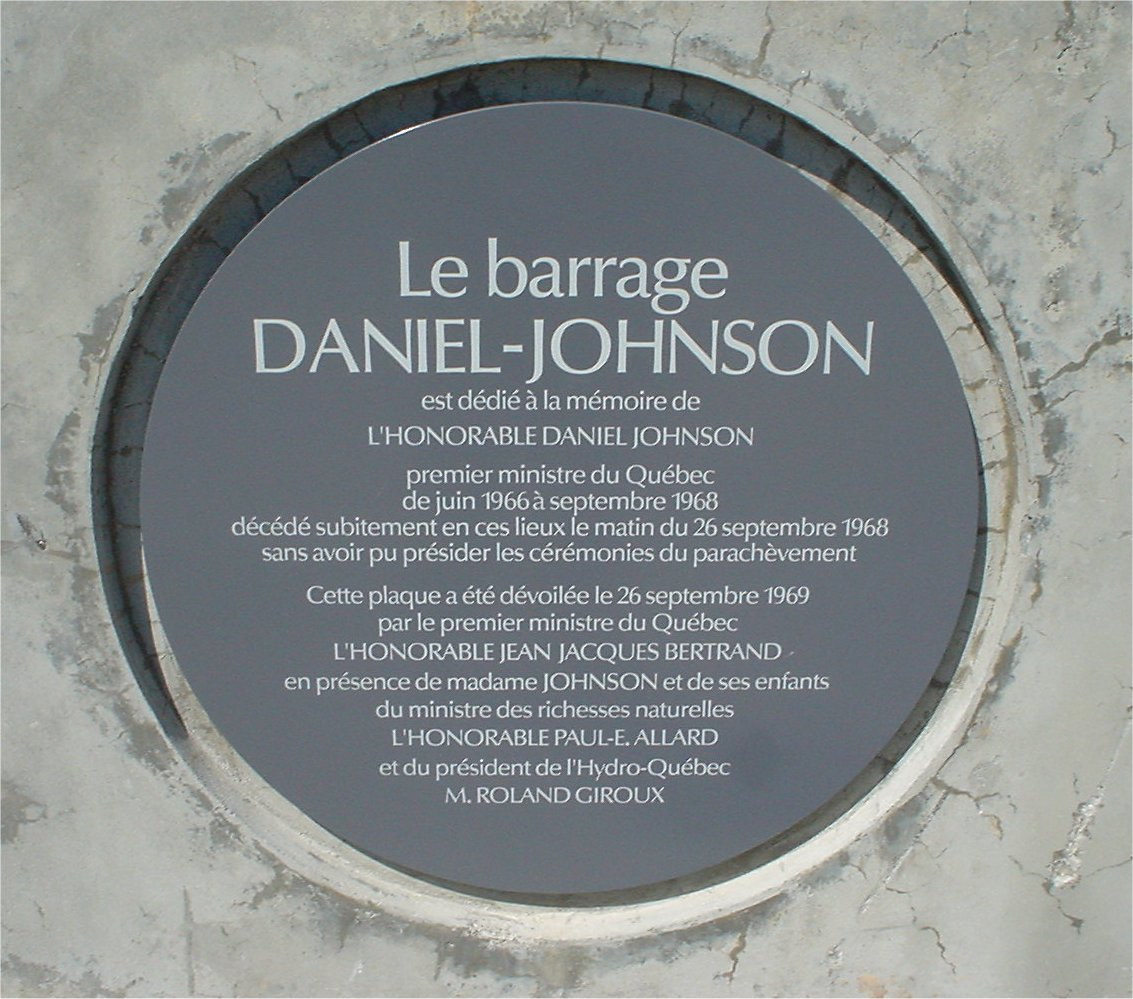
Plaque 2 — Barrage Daniel-Johnson, 1969.

## Caractéristiques

### Barrage

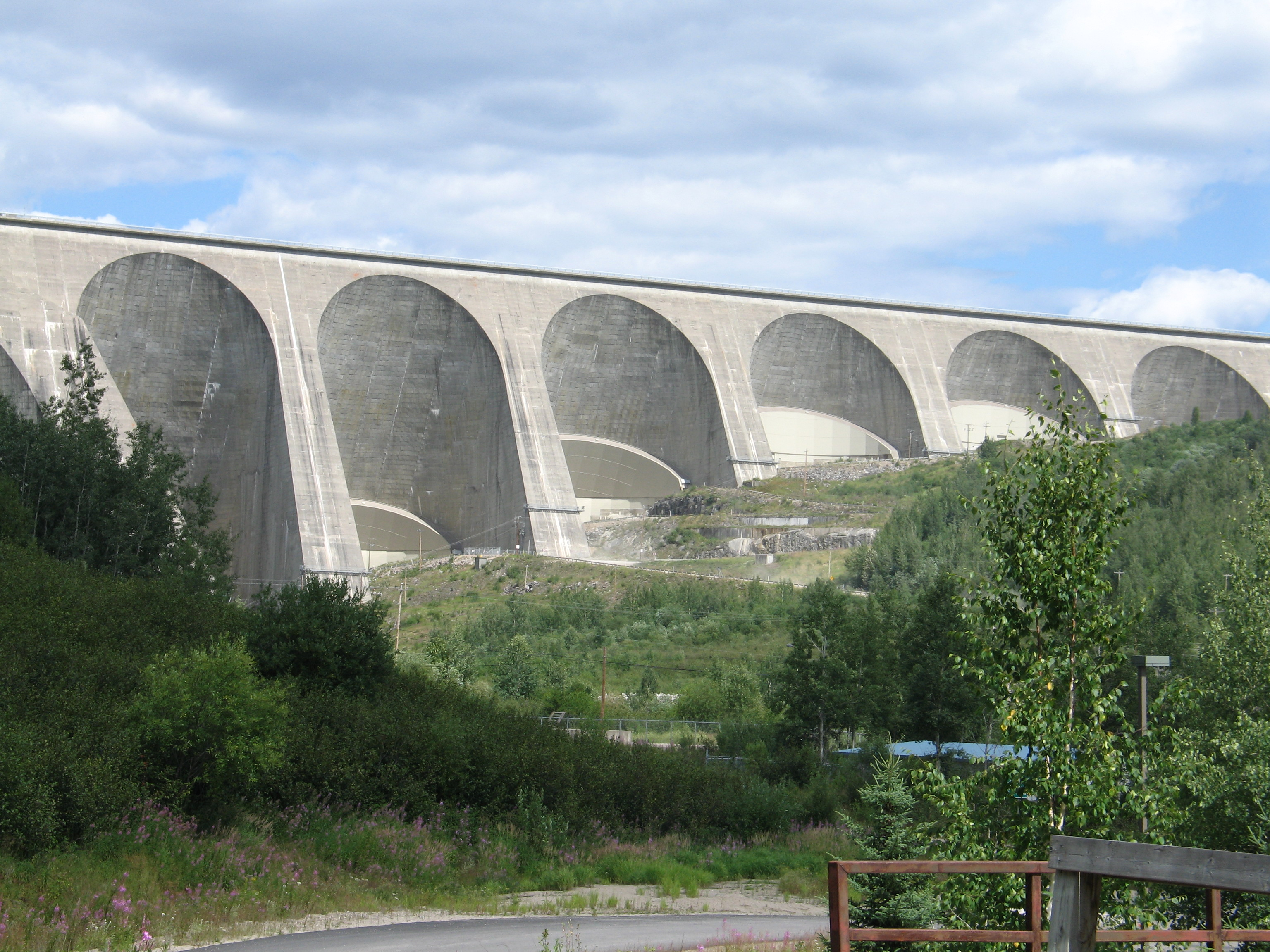
Les voûtes et contreforts du barrage.

Le barrage de 1 314 m de large est construit à travers la vallée de la rivière Manicouagan. Son sommet est à 366 mètres au-dessus du niveau de la mer. Il a nécessité plus de 2 millions de mètres cubes de béton pour sa construction. Ses caractéristiques sont indiquées dans le tableau d'entête. Les treize voûtes du barrage se divisent entre une large voûte principale et douze plus petites dont les caractéristiques sont :
- largeur à la base de la voûte principale de 162 mètres ;
- la hauteur de la voute principale est de 165 mètres ;
- largeur des autres voûtes de 80 mètres ;
- largeur de chaque contrefort de 17 m ;
- épaisseur des voûtes sans les contreforts :
  - 3 mètres au sommet,
  - 22,5 mètres à la base.

### Réservoir

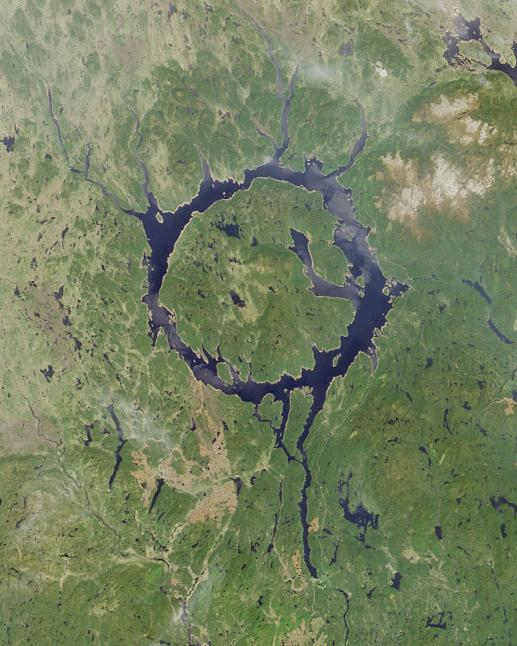
Le réservoir Manicouagan vu de l'espace.

La rivière Manicouagan prend sa source dans ce qui est l'un des plus grands cratères météoritiques du monde. À l'origine, seule la rivière au bas de la vallée était visible vu des airs. Avec le remplissage de la vallée derrière le barrage, le réservoir Manicouagan, aussi appelé l'œil du Québec, est maintenant parfaitement visible de l'espace. On retrouve en son centre l'île René-Levasseur ingénieur ayant travaillé au complexe Manic. Le réservoir a une surface de 1 973 km2 et un volume de 135 milliards de mètres cubes :

### Centrales
Des galeries d'amenées située de part et d'autre du barrage Daniel-Johnson alimentent directement les deux centrales hydroélectriques qui y ont été aménagés sur chaque rive. Les centrales Manic-5 et Manic-5-PA possèdent une puissance maximale combinée de 2 660 MW. Le facteur de charge des deux centrales combinées s'élevait à 29,8 % en moyenne sur la période 1992-1999, soit une production électrique du complexe avoisinant 6,94 TWh/an. La production s'effectue essentiellement en période de pointe journalière.

#### Centrale Manic-5

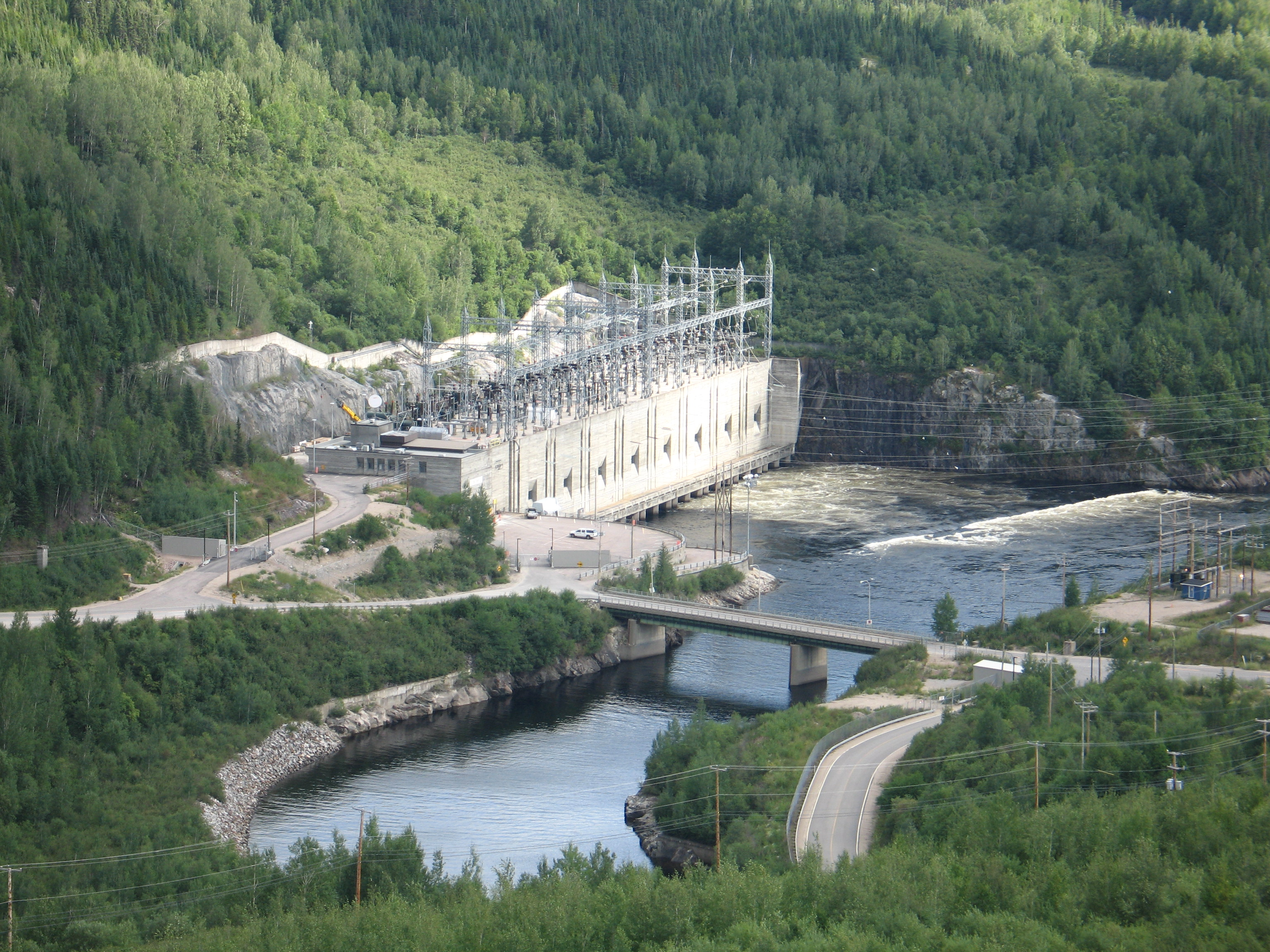
Les huit groupes turbine de la centrale Manic-cinq ont une puissance installée de 1596 MW. Sur la photo, prise du haut du barrage Daniel-Johnson, on peut apercevoir la turbulence provoquée par le fonctionnement de quatre des huit turbines.

La centrale Manic 5 est située à l'est du complexe, à un kilomètre en aval du barrage. Mise en service en 1970, elle a une puissance installée de 1 596 MW. La capacité installée de 1 292 MW a été augmentée de 18 % depuis la mise en service initiale, au terme d'un projet de modernisation entrepris dans les années 1980.
L'eau s'engouffre dans deux galeries d'amenées reliées aux conduites forcées d'un diamètre de 5 m. Après une chute de 150 m, l'eau est acheminée à l'un des huit groupes turbines-alternateurs de type Francis, construits à l'usine de la Marine Industrie Ltée de Sorel-Tracy, qui génèrent jusqu'à 191 MW de puissance. Chaque groupe comporte une partie mobile, le rotor, d'une masse de 370 tonnes qui est composé de 40 électro-aimants et d'une partie statique, le stator. L'ensemble du groupe est refroidi par un système de tuyauterie faisant circuler de l'eau filtrée à même le barrage grâce aux crépines.
Des vannes sphériques gigantesques contrôlent l'arrivée d'eau dans chacune des unités de production de la centrale. Afin d'éviter les conséquences d'un coup de bélier, deux cheminées d'équilibre, d'une hauteur de 112 mètres et d'un diamètre de 11 mètres, ont été installées, qui permettent d'équilibrer la pression lors de l'ouverture ou de la fermeture des vannes.

#### Centrale Manic-5-PA
De construction plus récente — elle a été mise en service en 1989 — la centrale Manic 5 PA, à l'ouest du complexe, jouit d'une performance améliorée sur la première. Elle produit une puissance installée presque équivalente, de 1 064 MW, avec quatre groupes turbines-alternateurs. La puissance additionnelle par groupe s'explique par le diamètre supérieur des conduites forcées (d'un diamètre de 6 m plutôt que 5 m dans la plus vieille centrale) mais pas uniquement. La hauteur de chute de Manic 5 PA (150 m) est identique à celle de l'autre centrale.
Les centrales de Manic-5 sont particulièrement utiles dans la régulation de l'offre et la demande d'électricité dans les grandes périodes de pointe électriques au Québec, qui surviennent généralement à l'heure du souper au mois de janvier. La mise en service de toutes les unités de production peut être faite entre 5 et 8 minutes maximum. Le démarrage et l'arrêt des unités de production peuvent être contrôlés localement ou à partir d'un centre de commandement situé à Baie-Comeau utilisant des fibres optiques et des micro-ondes.

### Tension
La centrale génère une tension alternative de 13,8 kilovolts (kV) qui, après avoir traversé le transformateur élévateur, augmente la tension à 315 kV. Celle-ci est augmentée à une valeur de 735 kV après élévation au poste de Micoua qui est le poste collecteur de plus d'une centrale : Manic-5, Manic-5 PA, Manic-3, Outarde 3, Tounoulstouc et Churchill Falls. Ensuite l'électricité se rend à des postes locaux qui abaissent la tension à 25 kV pour ensuite voyager sur les traditionnels pylônes de bois et être abaissée une dernière fois à du 240 V (pour les électroménagers) et du 120 V pour les prises électriques conventionnelles). Hydro-Québec est la première compagnie à avoir développé et utilisé une aussi haute tension pour le transport électrique. La grande force de cette innovation: minimise la perte sur les longues distances entre le complexe Manic et les centres de consommations. En fait l'inventeur des réseaux 735 kV est Jean-Jacques Archambault et le premier essai de cette invention remonte en 1965 et s'est déroulée à la Manic-2. (renommée en l'honneur de Jean Lesage à l'occasion du 50e anniversaire de la Révolution tranquille).

## Histoire

### Découverte du potentiel hydroélectrique

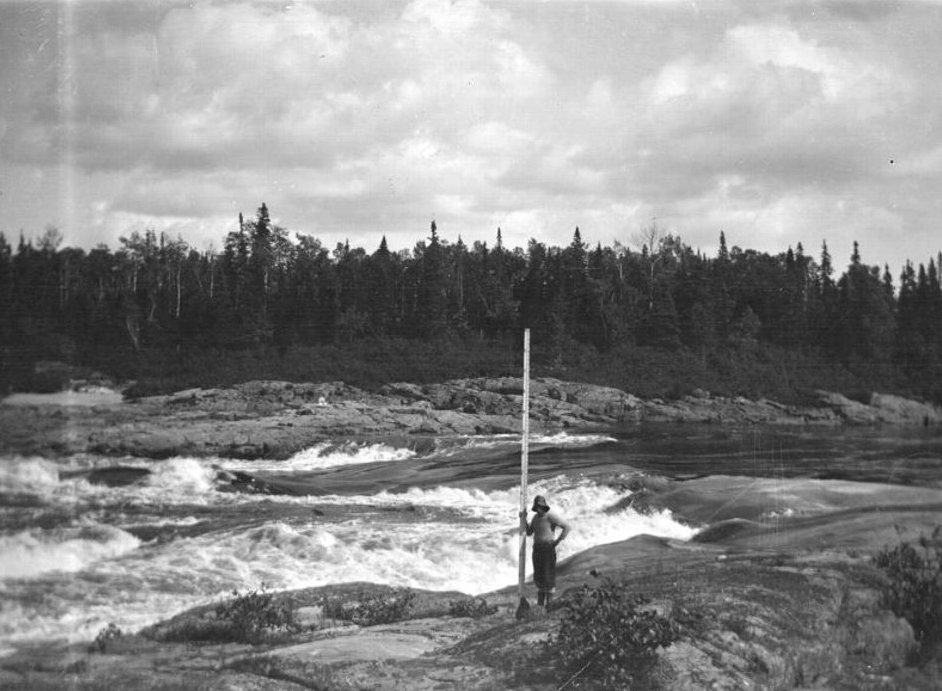
Expédition hydrologique sur la rivière Manicouagan en 1919.

Durant les saisons estivales de 1919 et 1920, des expéditions hydrologiques sont conduites sur les rivières Manicouagan et Outardes qui se jettent dans le fleuve Saint-Laurent aux environs de Baie-Comeau. On évalue alors leur débit combiné à 40 millions de m3 ce qui en fait l'un des plus importants systèmes hydriques au Canada. Le harnachement de ce potentiel est donc très intéressant mais l'éloignement des grands centres et l'absence de réseau routier pour les atteindre ne permet pas de les développer à ce moment-là. De plus, les investissements pour construire des barrages dans cette région étaient prohibitifs.
Après la Seconde Guerre mondiale, les gisements de fer découverts dans la région et l'exploitation de la forêt donnent lieu à un formidable développement de la Côte-Nord. Des villes comme Sept-Îles et Baie-Comeau sont maintenant reliées au centre de la province par une route. En même temps, l'industrie demande de plus en plus d'électricité dans le sud du Québec et les techniques de transport d'électricité sur de grandes distances se sont améliorées.
En 1955, Hydro-Québec lance une campagne d'évaluation très poussée du potentiel hydroélectrique qui durera cinq ans. Au début de l’année 1956 les pouvoirs hydrauliques de la Rivière aux Outardes et de la Rivière Manicouagan sont transférées à Hydro-Québec par le  Gouvernement Maurice Duplessis (2), car la Shawinigan Water and Power Company y fait des études depuis plusieurs années et envisage de développer les rivières de la Côte-Nord. Ces études montrent le potentiel exceptionnel du site et mettent en évidence la nécessité de construire plusieurs barrages de manière à graduer le relâchement d'eau et ainsi profiter au maximum du dénivelé. Avant la fin de ces études, en 1959, le projet Manicouagan-Outardes est lancé, tellement les données préliminaires sont prometteuses. On prévoit de construire cinq barrages sur la rivière Manicouagan (nommés Manic-1, Manic-2, Manic-3, Manic-4 et Manic-5) ainsi que trois sur la rivière aux Outardes (Outardes-2, Outardes-3 et Outardes-4).[réf. nécessaire]

### Construction

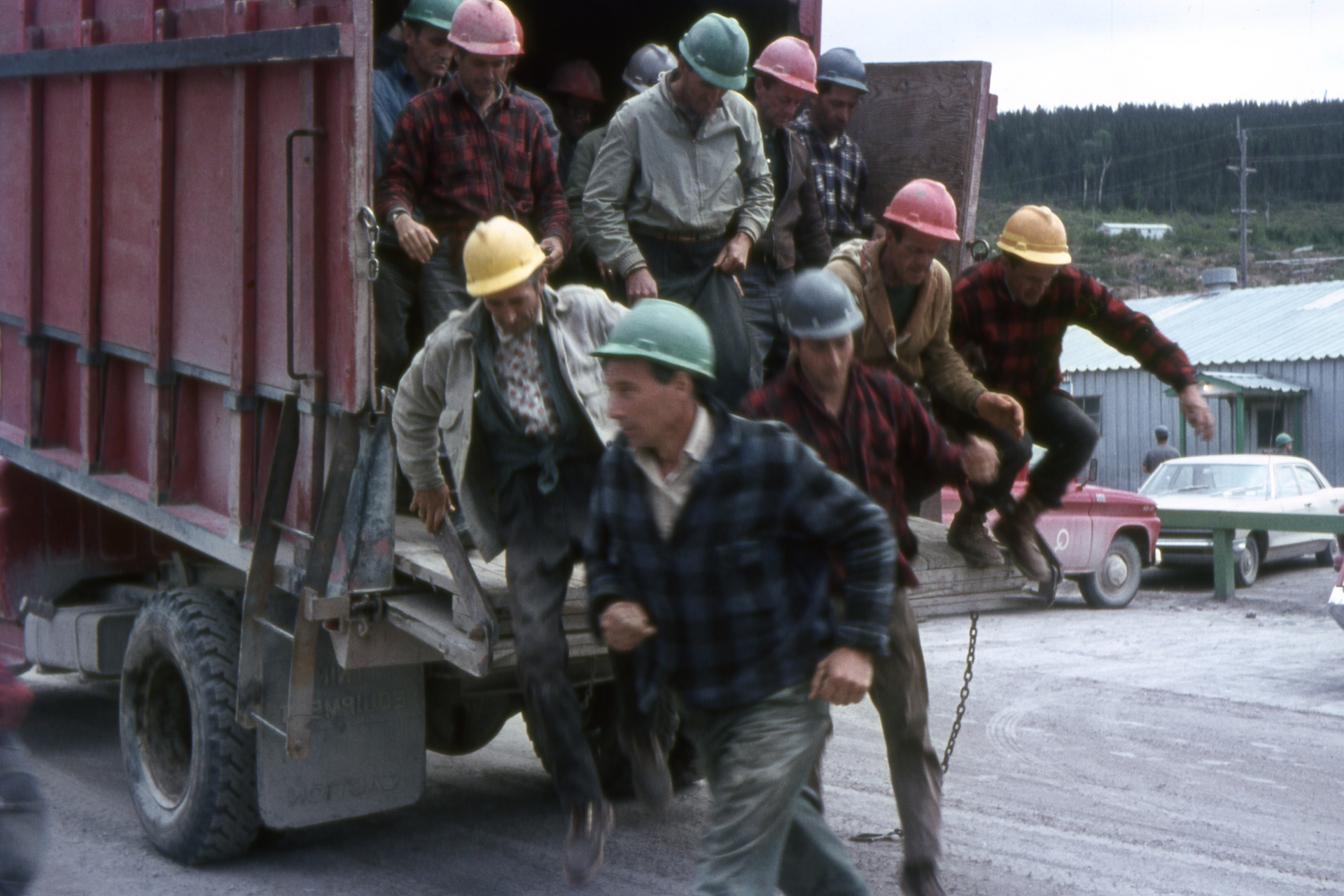
Ouvriers sur le chantier de Manic-5 en 1968.

À l'automne 1959, les installations des différents chantiers de barrages débutent. On construit également une route d'accès, des pistes d'atterrissage, des lignes de communication à micro-ondes et on débute la ligne de transport à haute tension qui servira à acheminer le courant vers les grands centres.
Les ingénieurs d'Hydro-Québec ont fait l'évaluation de plusieurs types de barrages pour ce projet. Les deux principaux retenus sont ceux à enrochements et à voûtes multiples. Les deux types ont une stabilité et une sécurité similaires mais le type à voûtes est moins coûteux. L'enrochement sera retenu pour les barrages plus modestes du projet mais ils choisissent le second type pour les autres. Au printemps suivant à Manic-5, on commence les travaux d'enlèvement du sol pour atteindre la roche-mère, la construction des tunnels de dérivation, la construction du batardeau qui déviera la rivière vers ces tunnels afin d'assécher la rivière pour la construction du barrage. Ces travaux préliminaires prennent deux années et le 22 septembre 1962, la première coulée de béton s'effectue sur le barrage. La construction se terminera au printemps 1968.
Les questions environnementales n'ont toutefois pas été l'objet d'un examen spécifique avant et pendant la construction. Ainsi, la réalisation d'un inventaire de la région inondée par la création du réservoir Manicouagan avait été proposée par des biologistes du Centre d'études nordiques de l'Université Laval. La proposition a cependant été déclinée par Hydro-Québec, qui « ne voyait pas alors l'intérêt d'une étude portant sur les poissons d'une région aussi éloignée ».

### Principe de mise en eau
La fin des travaux sur le barrage ne veut pas dire que Manic-5 est terminée. En effet, les tunnels des conduites de dérivation sont fermés et l'eau commence à s'accumuler derrière le barrage. On estimait qu'il faudrait au moins sept ans pour obtenir un volume d'eau commercialement exploitable et dix ans pour atteindre le plein potentiel. En réalité, il a fallu 13 ans pour le remplir, le phénomène étant dû aux pertuis de restitution situés à la base de la voûte principale, sorte de portes qui sont aujourd'hui fermement bétonnées.
On peut maintenant procéder à la construction de la centrale électrique conjointement à la pose des turbines. Les travaux se terminent en 1968 et le premier ministre Daniel Johnson est l'invité d'honneur pour l'inauguration. En raison de l'accident cardiaque de ce dernier, l'inauguration ne se fait qu'un an après soit le 29 septembre 1969.

### Suréquipement
La possibilité d'ajouter à la puissance nominale installée sur le site de Manic-5 a été envisagée dès la fin de la conception de la première centrale. Des travaux de conception ont été menés en 1966 et 1967 et un rapport a été soumis à la direction. Le rapport présente plusieurs variantes d'aménagement, en rive gauche, en rive droite ou au pied de la centrale en construction. Des données ont été collectées sur le terrain entre 1975 et 1977 afin de produire un avant-projet définitif. Contrairement aux centrales précédentes du complexe Manic-Outardes, Hydro-Québec a mené des études d'environnement et a engagé « un programme de consultation auprès des publics intéressés ».
La justification pour construire un suréquipement à la centrale Manic-5 repose sur une analyse de l'évolution des caractéristiques de demande d'électricité dans le marché québécois et sur les moyens mis en œuvre pour adapter le parc de production hydroélectrique hydro-québécois pour qu'il puisse satisfaire adéquatement aux besoins de base, mais aussi aux pics de consommation, journalière ou saisonnière.
Au cours de ses premières décennies d'existence, les centrales d'Hydro-Québec ont servi à la fois les besoins de base et ceux de pointe. La plupart des installations étaient suréquipées dès le départ, dans des proportions variables, parce qu'il était plus économique de le faire que de construire des équipements de pointe dédiés parce qu'elles étaient bâties près des centres de consommation.
Les grands projets de la décennie 1970, Churchill Falls et la première phase du complexe La Grande, étaient toutefois construits beaucoup plus loin des consommateurs. Ces immenses aménagements ont donc été conçus pour répondre principalement à une demande de base. Mais, au moment de construire le complexe, l'entreprise se voit contrainte d'ajouter une quantité importante d'installations de pointe pour satisfaire l'ensemble des besoins. En conséquence, les centrales La Grande-3 et La Grande-4 ont été suréquipées dès le départ.

## Autres informations
Il y a trois autres aménagements hydro-électriques sur la rivière Manicouagan : les centrales Manic-3, Manic-2 (Jean-Lesage) et Manic-1, située dans la ville de Baie-Comeau, qui sont toutes trois propriété d'Hydro-Québec. La société d'État québécoise a acquis une participation de 60 % dans la centrale McCormick, située à côté de Manic-1 le 13 mars 2009, pour la somme de 615 millions CAD.

### Visites guidées

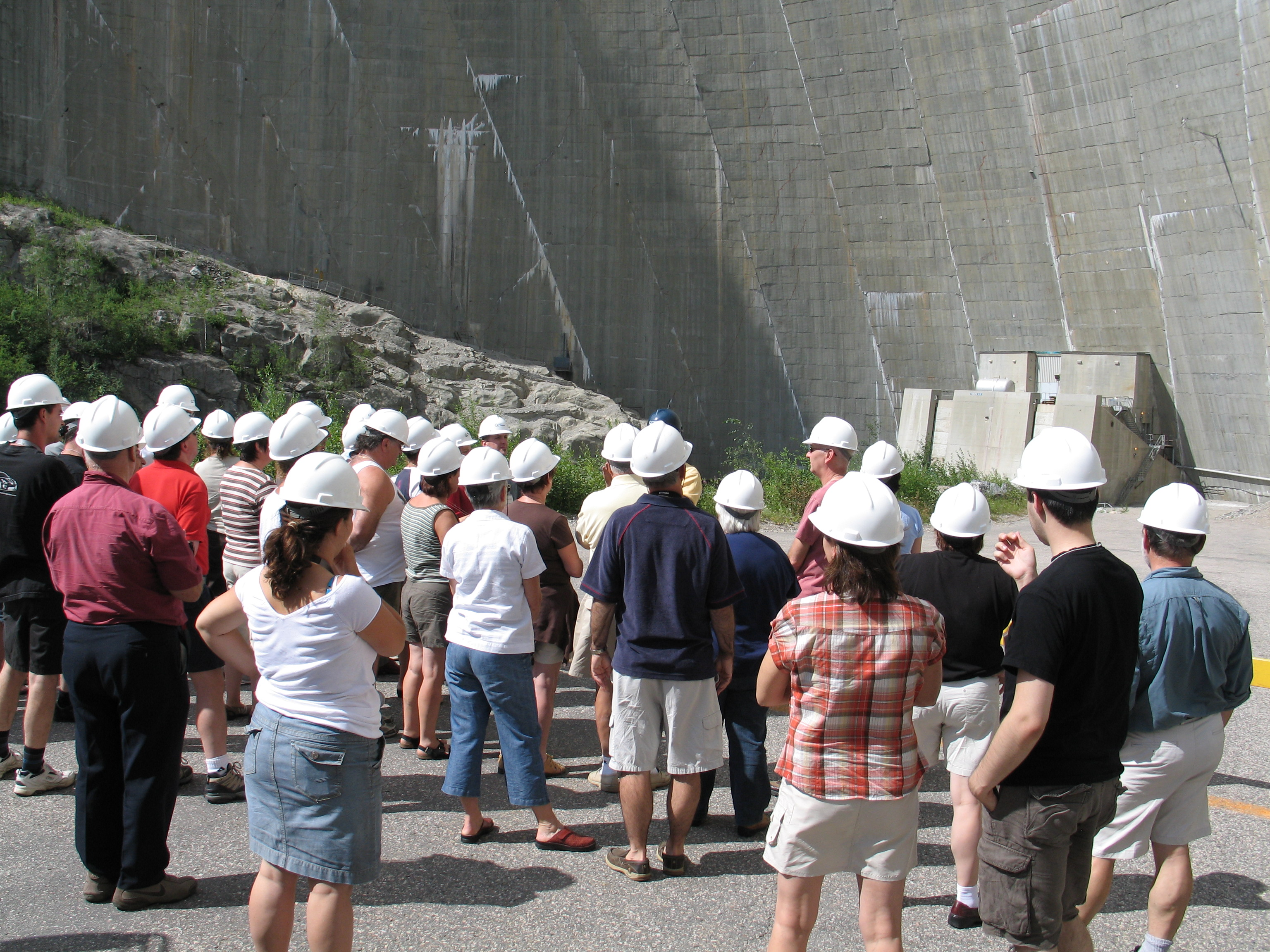
Hydro-Québec organise des visites guidées gratuites de la centrale de Manic 5.

L'aménagement hydro-électrique de Manic-5 est également une attraction touristique de la ville de Baie-Comeau, située 214 km au sud de la centrale et du barrage. Hydro-Québec organise quatre visites guidées (9 h, 11 h, 13 h 30 et 15 h 30) quotidiennes à l'intention des visiteurs, de la Fête nationale du Québec soit le 24 juin, au 31 août. La visite de 120 minutes comprend d'abord une session d'information de trente minutes sur l'historique de construction des différentes installations et le fonctionnement d'un groupe turbine-alternateur. Ensuite, une visite de la centrale permet d'explorer la salles des vannes dans laquelle se situe les gigantesques conduites forcées et qui contrôlent l'alimentation en eau des unités de production. Il s'ensuit une visite des galeries d'inspection du barrage ainsi que des pertuis de restitution, couronnée par un arrêt sur la crête du barrage, qui offre une vue spectaculaire sur le réservoir Manicouagan.
De Baie-Comeau, le visiteur doit emprunter l'étroite et sinueuse route 389. Le centre d'information est à environ trois heures de route.

### Culture populaire

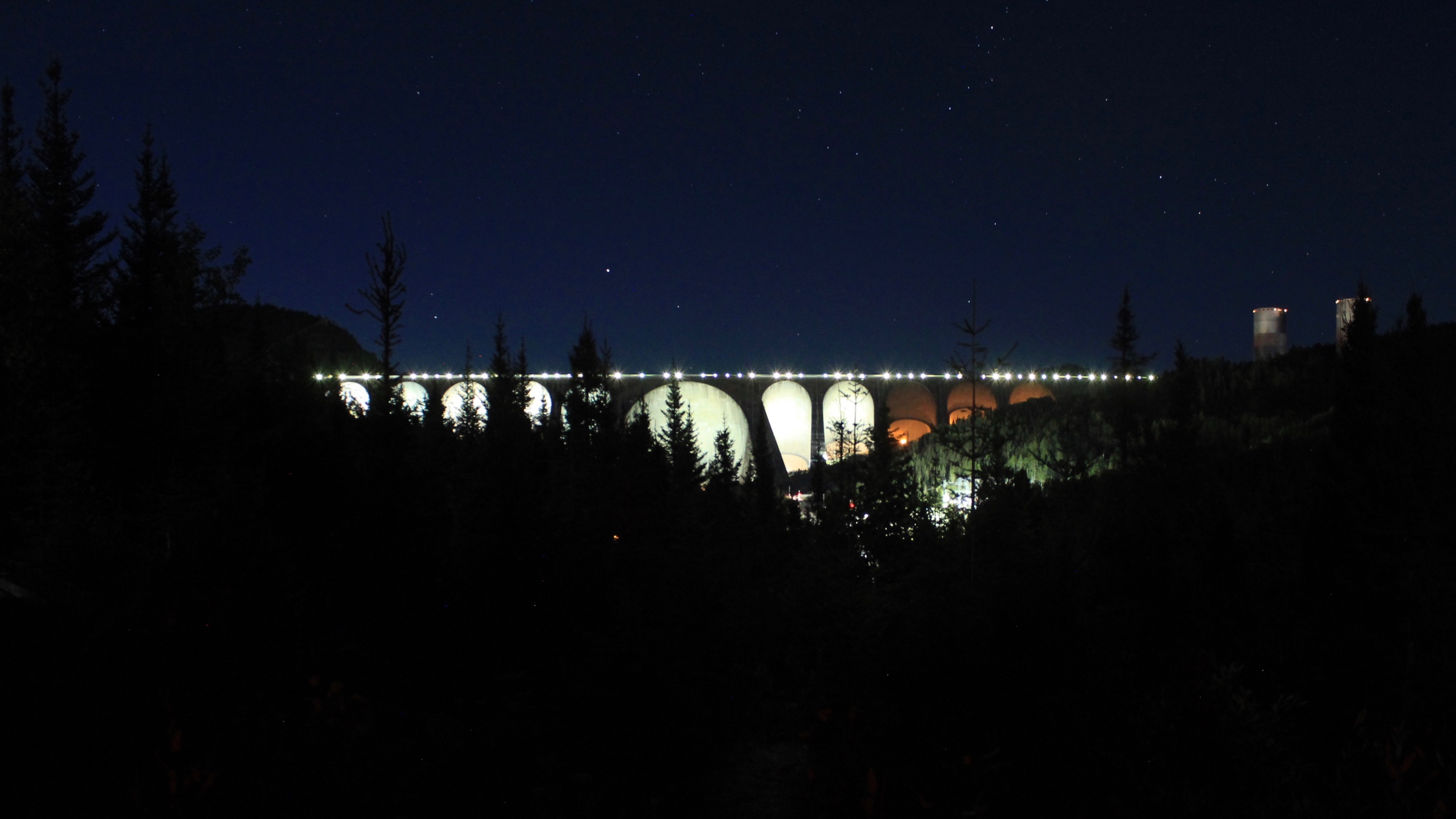
La nuit le barrage est éclairé.

La construction de la centrale Manic-5 et du barrage Daniel-Johnson s'inscrit dans le contexte de la Révolution tranquille au Québec, une époque où « Hydro-Québec devient rapidement un symbole du nouveau nationalisme québécois et de la nouvelle stratégie économique de l'État », souligne l'historien Paul-André Linteau dans son Histoire du Québec contemporain. Dans ce contexte, l'avancement des travaux est suivi de près par le public et s'invite dans la culture populaire de l'époque, filmée même en direct à l'Expo 67.
Ainsi, le chanteur Georges Dor écrit son grand succès La Manic en 1966. La chanson relate les lettres d'un travailleur exilé au chantier. Elle décrit comment il se sent seul si loin de chez lui. Le « Si tu savais comme on s'ennuie à la Manic… » a capturé l'imaginaire québécois de cette période. Cette chanson a été reprise par Leonard Cohen lors de sa tournée de 2012, au cours des spectacles de Montréal et Québec. La version du 2 décembre 2012 au Colisée de Québec apparaît sur son album live Can't Forget: A Souvenir of the Grand Tour. Elle a aussi été reprise par Bruno Pelletier dès 1998 (où on la retrouve sur son live de 2001 entre autres). Fait intéressant, l'auteur n'a jamais mis les pieds sur les chantiers du complexe Manic-Outarde. Il n'a contribué qu'à celui de Bersemis, au Nord de Forestville. Au départ, la chanson se nommait : La complainte de Bersémis, mais comme ce chantier était terminé, la chanson a dû être modifiée pour la populariser.

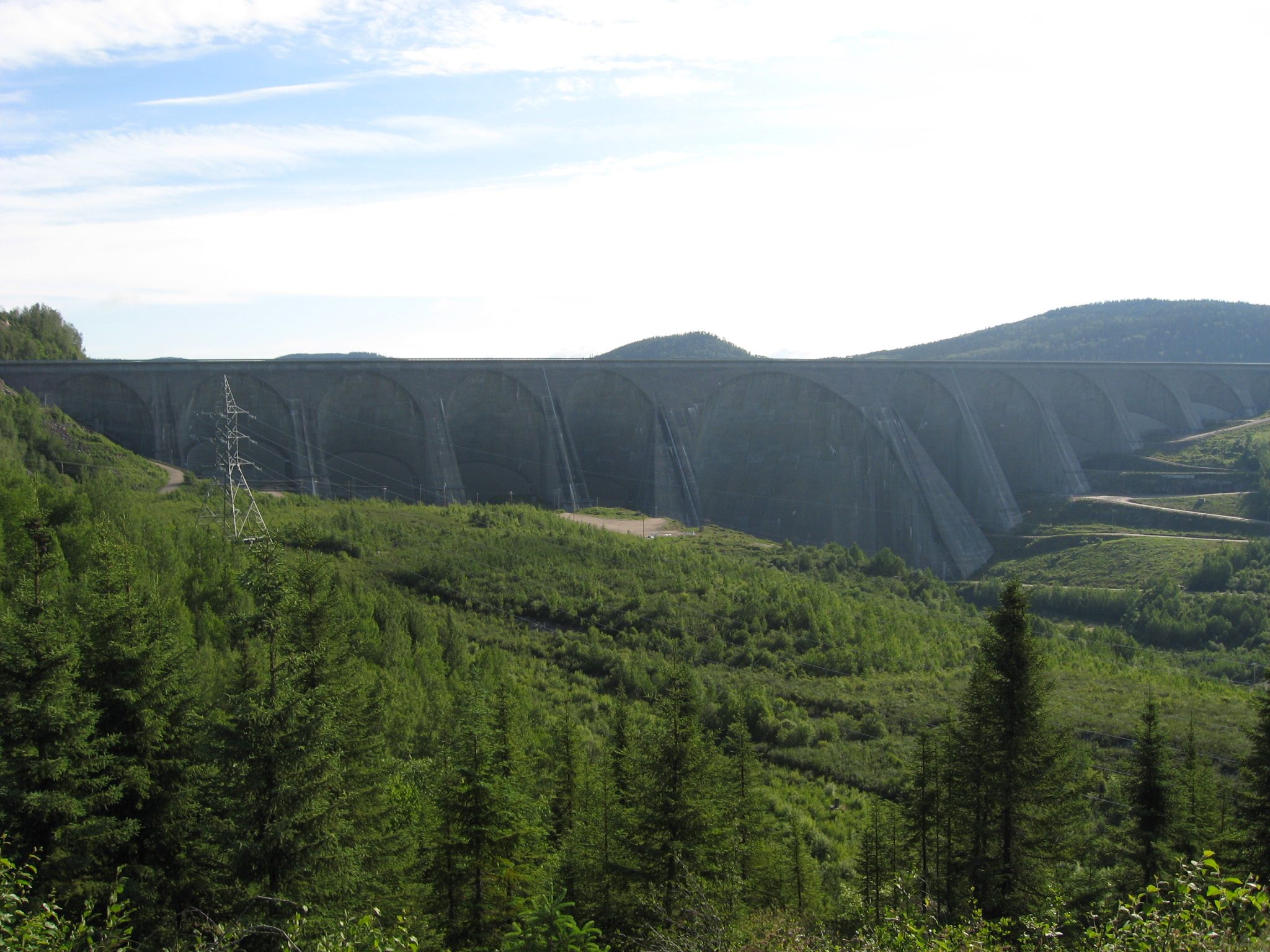
Vue du barrage Daniel-Johnson.

Le roman Terreur à la Manicouagan de la série des Bob Morane paraît en 1965. Morane affronte Miss Ylang-Ylang et Roman Orgonetz, l'Homme aux dents d'or, à Manic 5 alors que ceux-ci veulent faire sauter le barrage. Le roman est lancé au siège social d'Hydro-Québec par son auteur, Henri Vernes, qui l'a écrit après avoir lui-même visité le site à l'invitation du ministère des Richesses naturelles du Québec et d'Hydro-Québec.
De son côté, un Montréalais employé de Renault Canada, Jacques About, effectue une recherche pour son employeur afin de voir le potentiel pour l'importation de la Alpine au Canada. Malgré des résultats encourageants, Renault décide de ne pas poursuivre. About quitte l'entreprise pour fonder sa propre firme de construction automobile. Il fonde donc Automobile Manic Ltée en 1968 avec l'aide de Bombardier, la chaîne de supermarchés Steinberg, le gouvernement du Québec et quelques autres investisseurs. Il construit une automobile sport deux places qu'il nomme la Manic GT espérant attirer les ventes au Québec. Celle-ci est dérivée du châssis et des composantes mécaniques d'une Renault 10 mais avec une carrosserie sportive en fibre de verre et elle sera vendue chez des concessionnaires Renault. Elle est construite dans une usine à Terrebonne en 1969 puis à Granby. La demande n'ayant jamais atteint le niveau désiré, la production cesse à la fin de 1971.
Félix Leclerc évoque en 1964 dans sa chanson "Manic5" la construction du barrage comme une réponse à la chanson de Georges Dor pourtant écrite en 1966.[pas clair]